# Лиляна Абуд
Лиляна Абуд (на испански: Liliana Abud) е мексиканска актриса и сценаристка. Реализира цялата си кариера в мексиканската компания Телевиса.

## Биография
Лиляна Абуд е родена на 5 юли 1948 г. в Халапа, щата Веракрус. В мексиканското кино попада случайно – отивайки в Телевиса, за да се срещне с бъдещия си съпруг, Алфонсо Рендон, е забелязана от режисьора Фернандо Чакон, който ѝ предлага малки епизодични роли в продукциите си. През 1986 г. Абуд пише първата си история за теленовела – Белези на душата, в сътрудничество с Ерик Вон, с когото създават и теленовелата Любов в мълчание от 1988 г., продуцирана от Карла Естрада. Световна популярност на Лиляна Абуд ѝ носи теленовелата Дивата Роза, в която изпълнява ролята на Кандида Линарес, режисирана от Беатрис Шеридан и продуцирана от Валентин Пимстейн през 1987 – 1988 г.
През 1989 г. участва в теленовелата Моята втора майка. След края на снимките Лиляна Абуд решава да прекрати актьорската си кариера, ориентирайки се изцяло към работата си като писател и сценарист. Последната теленовела, в която участва, преди да прекъсне задълго работата си като актриса, е Destinos от 1992 г.
Първата теленовела, на която е сценарист, е Аз купувам тази жена от 1990 г., продуцирана от Ернесто Алонсо. През 1998 г. Лиляна Абуд пише сценария на теленовелата Право на любов, продуцирана от Карла Естрада, базирана на венецуелската теленовела Кристал, създадена от Делия Фиайо, а на следващата година завършва либретото на теленовелата Росалинда, продуцирана от Салвадор Мехия, по която по-рано са работили Карлос Ромеро и Кари Фахер, по мотиви на теленовелата Мария Тереса от Делия Фиайо. През 2013 г., Абуд адаптира теленовелата Бурята, продуцирана от Мехия.
След 4-годишно отсъствие, през 2017 г., Лиляна Абуд се завръща, създавайки версията В диви земи, базирана на оригиналната история от Рамон Кампос и Хема Р. Нейра, продуцирана от Салвадор Мехия.
След 27-годишно отсъствие от екрана, през 2019 г. Лиляна Абуд се завръща на малкия екран като актриса, вземайки участие в сериала Julia vs. Julia, където изпълнява ролята на майка на главната героиня.

## Творчество като актриса

### Телевизия
- Julia vs. Julia (2019) – Кармен Монтемайор
- Destinos (1992) – Ракел Родригес
- Моята втора майка (1989) – Соня де Мендес
- Дивата Роза (1987 – 1988) – Кандида Линарес
- Прокълнато наследство (1986 – 1987) – Клара Веларде
- Ти или никоя (1985) – Камила Ломбардо
- Un solo corazón (1983) – Мария
- Габриел и Габриела (1982 – 1983) – Марта
- Una limosna de amor (1981) – Даниела
- La divina Sarah (1980) – Лусиана Бернарт
- Колорина (1980 – 1981) – Алба де Алмасан
- Espejismo (1980)
- Añoranza (1979)
- Amor prohibido (1979) – Силвия
- Gotita de gente (1978) – Марта Ривера Валдес
- Cartas para una víctima (1978)

### Кино
- El ruiseñor chino (1986)
- Rapunsell (1986)
- El rey Midas (1986)
- Hanzel y Gretel (1986)
- El gato con botas (1986)
- La doncella sabia (1986)
- La dama o el león (1986)
- El niño que quiso temblar (1986)
- Vieja moralidad (1988) – Бенедикта
- Íntimo terror (1992)

## Творчество като писател и сценарист

### Оригинални истории
- Прегради пред любовта (2005 – 2006)
- Девствената съпруга (2005) базирана на радионовелата Tormenta de pasiones от Каридад Браво Адамс
- Любовта ми е моят грях (2004)
- Другата (2002)
- Бедни роднини (1993)
- В капан (1991) с Кармен Даниелс
- Любов в мълчание (1988) с Ерик Вон
- Белези на душата (1986 – 1987) с Ерик Вон и Линди Гиакоман

### Адаптации
- В диви земи (2017) оригинал от Рамон Кампос и Хема Р. Нейра
- Бурята (2013) оригинал от Умберто 'Кико' Оливиери
- Огън в кръвта (2008) оригинал от Хулио Хименес
- Свят на хищници (2006) оригинали от Лихия Лесама, Мариса Гаридо и Алберто Мигре
- Мащехата (2005) оригинал от Артуро Моя Грау
- Тъмна орис (2003) оригинал от Делия Фиайо
- Любов и омраза (2002) с Хайме Гарсия Естрада и Орландо Мерино, оригинал от Илда Моралес де Айоис
- Прегърни ме много силно (2000 – 2001) с Рене Муньос, оригинал от Каридад Браво Адамс
- Последни епизоди на Росалинда (1999) оригинал от Делия Фиайо
- Право на любов (1998) оригинал от Делия Фиайо
- Разногласие (1997 – 1998) с Кармен Даниелс и Хорхе Лосано Сориано, оригинал от Каридад Браво Адамс
- Последни епизоди на Мария Исабел (1997 – 1998) с Кармен Даниелс, оригинал от Йоланда Варгас Дулче
- Запален факел (1996) с Марсия Янсе, Хосе Мануел Виялпандо и Тере Медина, оригинал от Фаусто Серон Медина
- Любовни връзки (1995 – 1996) с Кармен Даниелс, оригинал от Фаусто Серон Медина[a]
- Първа част на Полетът на орела (1994) с Едуардо Гайгес, оригинал от Енрике Краус и Фаусто Серон Медина
- Аз купувам тази жена (1990) оригинал от Олга Руилопес

### Нови версии, пренаписани от нея
- Триумф на любовта (2010 – 2011) версия на Право на любов (1998/99)
- Непокорно сърце (2009 – 2010) базирана на сюжети от романа Corazón salvaje, написан от Каридад Браво Адамс, и от теленовелата Аз купувам тази жена (1990), създадена от Олга Руилопес

### Нови версии, пренаписани от други
- Нишките на миналото (2025) адаптация на Право на любов; версия и либрето от Ванеса Варела и Хосе Алберто Кастро
- Мащехата (2022) адаптация на Мащехата; версия и либрето от Габриела Ортигоса
- Ничия жена (2022) адаптация на Любовта ми е моят грях; либрето от Леонардо Бечини, Мария Елена Лопес Кастаниеда и Клаудио Ласели
- Трите лица на Ана (2016) адаптация на Любовни връзки; версия и либрето от Хуан Карлос Алкала
- Не ме оставяй (2015 – 2016) адаптация на Любов в мълчание; версия и либрето от Марта Карийо и Кристина Гарсия.[b]
- Нека Бог ти прости (2015) адаптация на Прегърни ме много силно; написана от Хуан Карлос Алкала
- Кълна се, че те обичам (2008 – 2009) адаптация на Бедни роднини; написана от Габриела Ортигоса
- Есенна кожа (2004) адаптация на Белези на душата; написана от Марта Олайс, Таня Бертран и Антонио Абаскал
- Говори ми за любов (1999) адаптация на Любов в мълчание; написана от Ерик Вон и Мариса Гаридо[c]

## Награди и номинации
Награди TVyNovelas
| Година | Категория                        | Теленовела              | Резултат   |
| ------ | -------------------------------- | ----------------------- | ---------- |
| 2012   | Най-добър сценарий или адаптация | Триумф на любовта       | Номинирана |
| 2009   | Най-добра история или адаптация  | Огън в кръвта           | Номинирана |
| 2001   | Най-добра история или адаптация  | Прегърни ме много силно | Печели     |
| 1989   | Най-добра история или адаптация  | Любов в мълчание        | Печели     |
| 1987   | Най-добър сценарий или адаптация | Cicatrices del alma     | Номинирана |
| 1986   | Най-добра млада актриса          | Ти или никоя            | Номинирана |

Награда „Каридад Браво Адамс“ на Дружеството на писателите в Мексико
| Година | Категория                       | Резултат |
| ------ | ------------------------------- | -------- |
| 2016   | Цялостно литературно творчество | Печели   |

Награди Califa de Oro
| Година | Категория           | Теленовела     | Резултат |
| ------ | ------------------- | -------------- | -------- |
| 1999   | Най-добра адаптация | Право на любов | Печели   |